# Aerospool WT10
Die Aerospool WT10 Advantic ist ein slowakisches Amateurflugzeug, das von Aerospool aus Prievidza entworfen und entwickelt wurde und 2013 auf der AERO Friedrichshafen vorgestellt wurde. Das Flugzeug soll als Bausatz für den Amateurbau geliefert werden.

## Design und Entwicklung
Die WT10 Advantic ist eine Weiterentwicklung des kommerziell erfolgreichen Zweisitzers Aerospool WT9. Sie ist ein freitragender Tiefdecker und verfügt über ein geschlossenes Cockpit mit drei bis vier Sitzen unter einem nach vorne aufklappbaren Kabinendach, einer Rücksitzzugangsluke, einem einziehbaren Dreiradfahrwerk und einem Einzelmotor.
Die WT10 besteht aus Verbundwerkstoffen. Die Flügel mit einer Spannweite von 9,32 m haben eine Fläche von 10,617 Quadratmetern und sind mit Landeklappen ausgestattet. Der Prototyp verwendete einen 115 PS (86 kW) starken Rotax 914-Viertaktmotor mit Turbolader, der einen MT-Propeller antrieb. Das Bruttostartgewicht beträgt 750 kg (1.653 lb) für die dreisitzige Konfiguration und 850 kg (1.874 lb) für die viersitzige Konfiguration.
Das Flugzeug wurde erstmals am 11. April 2013 geflogen. Bis März 2017 wurde es auf der Website des Herstellers noch als in der Entwicklung befindliches Produkt angezeigt.

## Technische Daten
| Kenngröße                                           | Daten                         |
| --------------------------------------------------- | ----------------------------- |
| Besatzung                                           | 1                             |
| Passagiere                                          | 3                             |
| Länge                                               | 7,5 m                         |
| Spannweite                                          | 9,32 m                        |
| Höhe                                                | 2,05 m                        |
| Flügelfläche                                        | 10,617 m²                     |
| Flügelstreckung                                     | 8,2                           |
| Kabinenbreite                                       |                               |
| Leermasse                                           | 448,0 kg                      |
| max. Startmasse (MTOW)                              | 850,0 kg                      |
| Tankkapazität                                       | 130 l                         |
| Antrieb                                             | ein Rotax 914, 115 PS (85 kW) |
| Steigleistung                                       | 3,75 m/s                      |
| Mindestgeschwindigkeit VS0                          | 88 km/h                       |
| Manövergeschwindigkeit VA                           | 208 km/h                      |
| Höchstgeschwindigkeit mit ausgefahrenen Klappen VFE | 159 km/h                      |
| Höchstgeschwindigkeit VNE                           | 280 km/h                      |